# 北常乾山楼
北常乾山楼是一座古建筑，建于清，位于山西省晋中市平遥县段村镇北常村西北角。
北常乾山楼是一座瘦高如烟囱的瞭望楼，高14米，分三层，正方形平面，边长5米。顶部建有悬山顶房屋，面阔三间，进深四椽。楼下建有夯土城堡，长方形，南北向，长30米，高5米，内部排列十几孔砖砌窑洞。
1982年10月10日，北常乾山楼公布为平遥县文物保护单位。